# Villeveyrac
Villeveyrac is een gemeente in het Franse departement Hérault (regio Occitanie). De plaats maakt deel uit van het arrondissement Montpellier. Villeveyrac telde op 1 januari 2022 3.953 inwoners.

## Geografie
De oppervlakte van Villeveyrac bedroeg op 1 januari 2022 37,12 vierkante kilometer; de bevolkingsdichtheid was toen 106,5 inwoners per km².

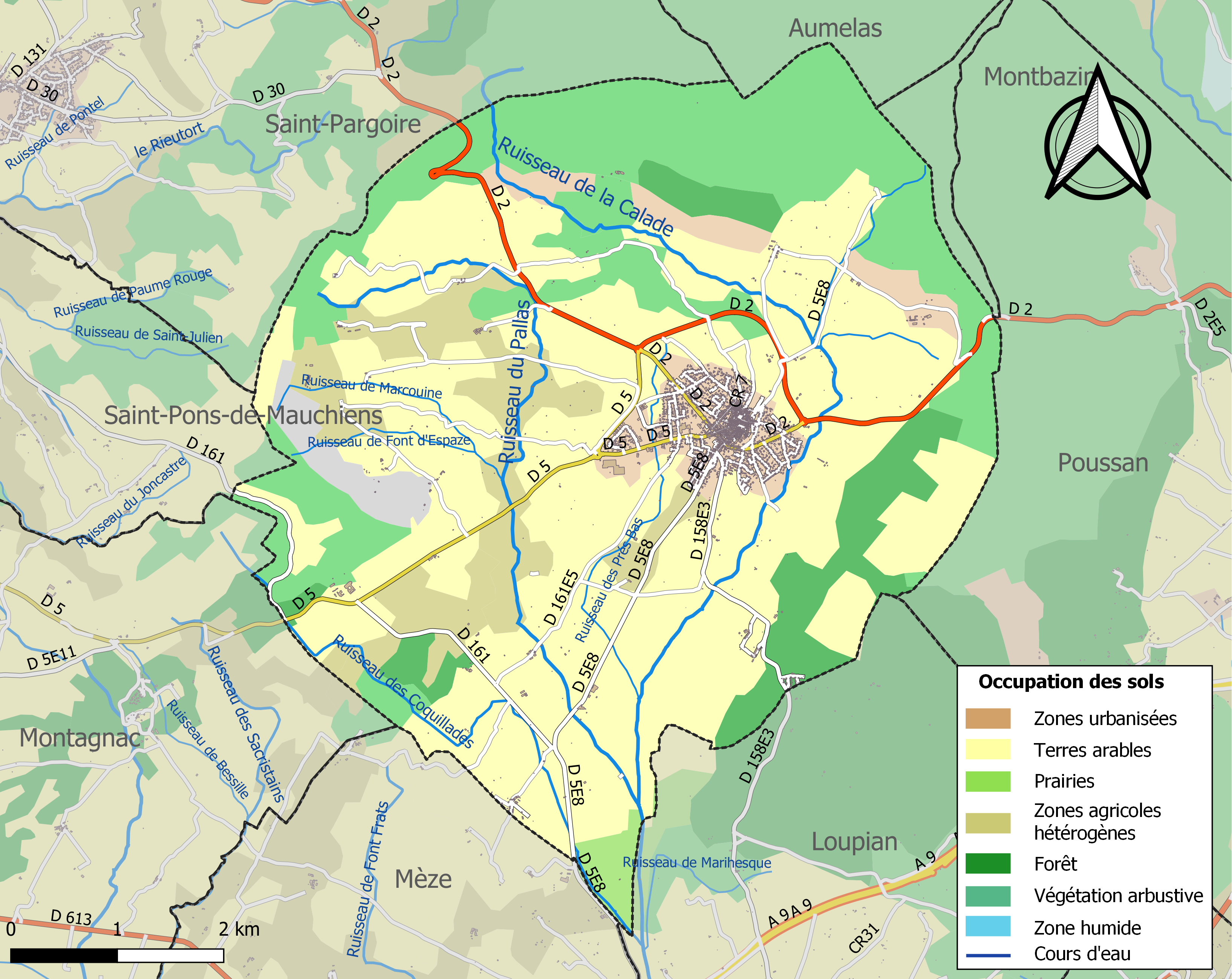
Kaart van de gemeente met belangrijkste infrastructuur, bodemgebruik en omliggende gemeenten

## Demografie
Onderstaande figuur toont het verloop van het inwonertal (bron: INSEE-tellingen).